# Pedicularis prainiana
Pedicularis prainiana är en snyltrotsväxtart som beskrevs av Carl Maximowicz. Pedicularis prainiana ingår i släktet spiror, och familjen snyltrotsväxter. Inga underarter finns listade i Catalogue of Life.